# Grobari

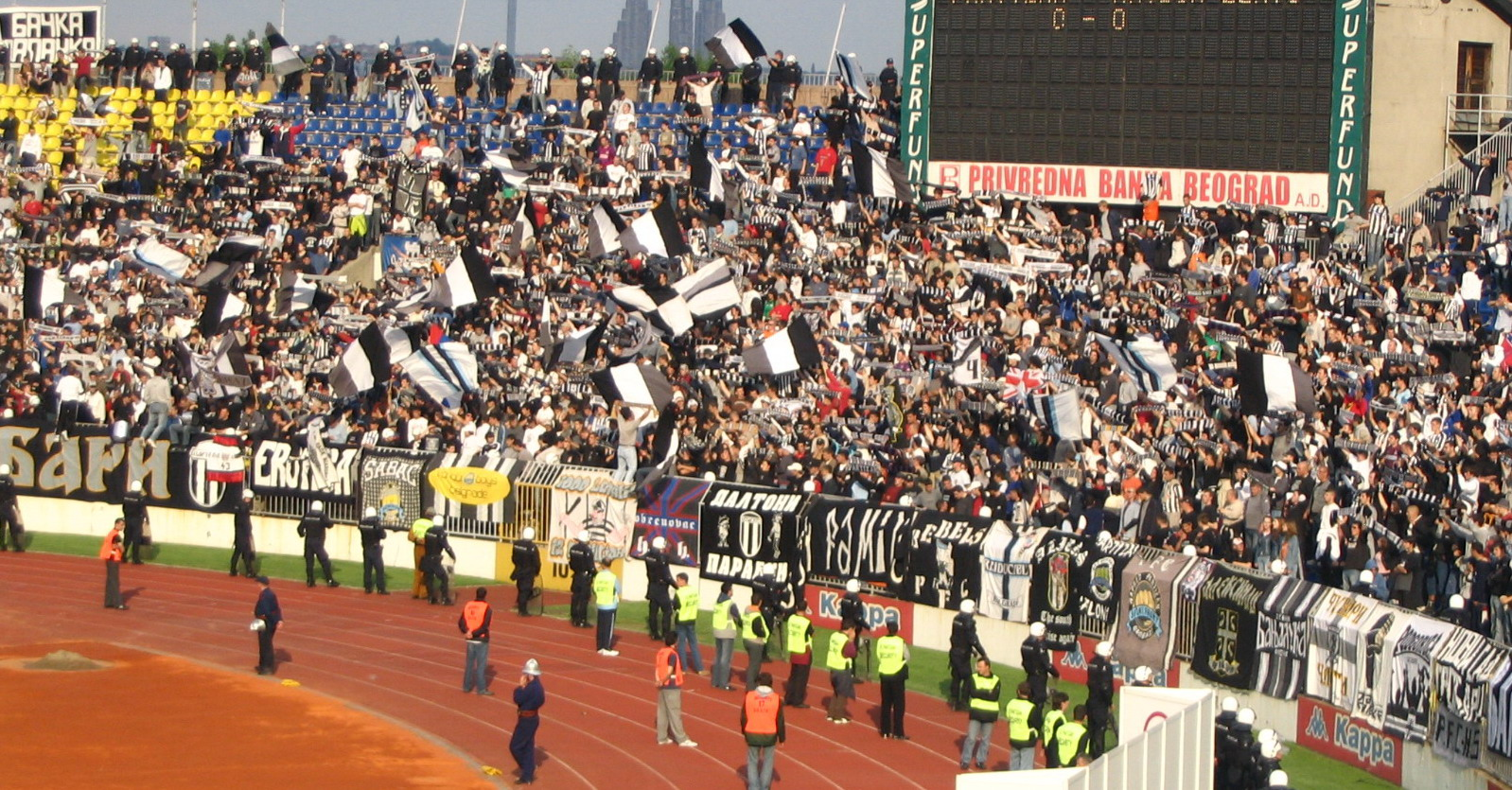
Grobari celebrano il 19º titolo del nel 2005

Grobari  (in serbo Гробари) è un gruppo ultras serbo, sostenitori del Partizan. È il gruppo ultras maggioritario della Serbia, come colori ha prevalentemente il bianco-nero.

## Etimologia
Grobar in lingua serba  significa "becchino"; il soprannome gli venne dato dagli ultras della Stella Rossa, squadra rivale del Partizan alla fine degli anni settanta, perché le uniformi dei giocatori dell'epoca ricordavano appunto le divise dei becchini. Di conseguenza i Grobari soprannominarono gli avversari Cigani che significa zingari, in quanto nella Stella Rossa vi era una militanza di etnia Rom.

## Storia
I primi gruppi, in maggioranza di Belgrado e dei paesi limitrofi, si formarono intorno agli anni '50 nei pressi dello Stadio Partizan e si insediarono nella Curva Sud. Nel corso della Coppa dei Campioni del 1966, che si concluse con una sconfitta del Partizan, il gruppo si incrementò tantissimo. Nel corso degli anni settanta si aggregarono ad essi gruppi hooligan, che sfociavano quasi sempre nell'estremismo.
Nel corso degli anni ottanta i Grobari divennero il gruppo supporter più grosso della Jugoslavia, andando in ogni manifestazione calcistica sia jugoslava che europea. A causa del loro temperamento, spesso alcune partite finivano per trasformarsi in spedizioni punitive nei confronti delle altre squadre.

## Le varie tifoserie
Nel 1999 sì è verificata una scissione da parte della Curva Sud, quando alcuni esponenti del Grobari 1970 vennero accusati di ricevere fondi indebiti dalla società per l'organizzazione del tifo. Questa breve scissione si concluse nel 2003.
Oggi molti gruppi di sostenitori del Partizan sono considerati Grobari in seguito a uno sviluppo numerico durante gli anni novanta. Tra quelli con la maggior parte dei membri sono i "Grobari 1970", "Južni Front", "Alcatraz", "Stoka", "Young Boys", "Anti Romi", "Ombre", "Grobari Zapadna Srbija", "Čuvari Casti" e "Grobari Valjevo". I Grobari mantengono buone relazioni con alcuni gruppi esteri, come il "GATE 4" (gli ultras greci del PAOK Salonicco), la "G-Sektor (gli ultras bulgari del CSKA Sofia) e la Curva Sud Milano (gli ultras del Milan)
Settore est Verona. 
La mascotte non ufficiale dei Grobari è un bulldog coi colori bianconeri.